# Infrarød stråling
 For alternative betydninger, se Ir (flertydig). (Se også artikler, som begynder med Ir)
Infrarød stråling (IR) er elektromagnetisk stråling, som har længere bølgelængde end synligt lys men kortere end mikrobølgestråling. Navnet infrarød betyder "under rød" (fra latin infra, "under"). Rød er den synlige lysfarve med den længste bølgelængde. Infrarød stråling spænder over 3 dekaders bølgelængder og er mellem ca. 0,7 μm og 1000 μm.
Der er 3 grundlæggende elektromagnetiske strålingsegenskaber (som omfatter infrarød stråling): lysstyrke (amplitude), frekvens (eller bølgelængde – i vakuum – medmindre andet er nævnt) og polarisation.

## Forskellige infrarøde intervaller
IR bliver ofte underinddelt i:
- nær infrarød NIR, IR-A DIN, 0,7–1,4 µm i bølgelængde, defineret ved vanddamps absorption og almindeligt anvendt i optiske fibre til telekommunikation fordi de optiske fibres SiO2 lysleder her har særlig lave tab.
- kortbølget IR SWIR, IR-B DIN, 1,4–3 µm Vanddamps absorption stiger væsentigt ved 1450 nm
- mellembølget IR MWIR, IR-C DIN, også eng. intermediate-IR (IIR), 3–8 µm
- langbølget IR, termisk-IR LWIR, IR-C DIN, 8–15 µm)
- far infrarød FIR, 15–1000 µm

Men disse termer er ikke præcise og bliver anvendt forskelligt i forskellige undersøgelser f.eks.:
- NIR (0,7–5 µm)
- MIR, termisk-IR (5–30 µm)
- FIR (30–1000 µm).

Jordens overflade absorberer stråling fra solen (primært synligt lys og nær infrarød stråling) og genudsender det meste af energien som varmestråling i form af udgående langbølget stråling – termisk infrarød stråling tilbage til atmosfæren. Nogle af atmosfærens gasser – specielt vanddamp – absorberer den termisk infrarøde stråling og genudsender den i alle retninger inklusiv tilbage til jordens overflade. Dette, drivhuseffekten, holder atmosfæren og overfladen meget varmere, end hvis de infrarøde gasabsorbere ikke var der.
Selvom om mennesker ikke kan se IR, kan vores huds varmefølsomme receptorer mærke den del af den kortbølgede-IR stråling, som i huden omdannes til langbølget-IR (varme).
Isbjørnen er et af de varmblodede dyr, som er bedst isoleret mht. varmestråling. Isbjørne er formidabelt isolerede; ved over 10 °C bliver de for varme, og deres varmeisolation er så god at de næsten ikke kan ses med et termisk infrarødt kamera.

## Infrarød spektroskopi

### Molekylers vibrationer
Alle bindinger i et molekyle vibrerer. De simpleste former for vibration, som kan ses på et IR-spektrum kaldes stræk og bøj. Disse kan deles op i mere komplekse typer af stræk og bøj. Generelt kan det siges, at stræk vibrationer foregår på højere bølgetal end bøj vibrationer. Der findes to former for stræk, symmetrisk og asymmetrisk. For at der kan være symmetrisk eller asymmetrisk stræk, skal der være en gruppe på 3 eller flere atomer, hvoraf minimum to af dem er identiske. Eksempler på disse er –CH3, -CH2, -NO2, -NH2 samt anhydrider. Dette er særlig nyttigt, når man har med nitrogen indeholdende grupper, da for eksempel en primær amin vil have to toppe og en sekundær kun en top. 
Disse vibrationer kaldes fundamentale absorberinger. Disse kan dog være med til, at komplicere ens spektrum væsentligt, da ens spektrum så kan indeholde overtone bånd, kombinerede bånd, eller differens bånd.
Overtone bånd skyldes en forøgelse af energien og dermed frekvensen af bølgetallet. Overtone bånd vil som regel ligge på to eller tre gange den oprindelige værdi af bølgetallet. Det vil sige, at har man en top, på for eksempel 600 cm-1, kan dette resultere i et bånd med en lavere intensitet på 1200 cm-1, og kan dermed gøre det vanskeligere at tilordne alle toppe i ens spektrum.
To vibrerende frekvenser kan samtidig supplere hinanden, og ligger denne vibration i det infrarøde spektrum kan man få det, der kaldes et kombineret bånd. Dette bånd, er en sum af to bånd, som påvirker hinanden. Et differens bånd er i bund og grund det samme, dog skal man trække de to bånd fra hinanden.
En anden faktor, der kan komplicere ens spektrum, er rotationel kobling. Dette viser sig gerne som et meget bredt bånd i ens spektrum, og kan derfor fjerne nogen toppe, som ligger i det interval. Denne kobling skyldes, at hele molekylet har mulighed for at rotere. Dette optages ikke på spektrometeret, men denne rotation kan koble med de forskellige stræk og bøj vibreringer, og dermed vise sig i spektret.

## Bølgetal, frekvens og lysets hastighed
Vi kender fra fysikkens verden til hastigheden af lys, samt egenskaber for bølger. Dette kan vi bruge til tydning af IR-spektre. Lys bevæger sig med en hastighed på 3 • 10^8 m/s, som kaldes c. Disse bølger udsendes med en frekvens kaldet f, og har enheden [s-1], da frekvensen er defineret som antal svingninger pr. sekund. Det vides også fra fysikken, at bølger udsendes med en længde, kaldet λ, eller bølgelængden. Dennes størrelse fortæller i hvilket område man befinder sig, altså om det er i det infrarøde, synlige eller mikrobølge osv. Grundet molekylers vibration ses der på den vibrerende del af det infrarøde spektrum, som ligger mellem 2,5 og 25 μm. 
Der er den sammenhæng mellem frekvensen og bølgelængden, at produktet giver lysets hastighed. Kender man først frekvensen kan man også beregne den energi bølgen udsendes med, da disse er proportionale med hinanden, og proportionalitets konstanten er Plancks Konstant, kaldet h:
En binding mellem 2 forskellige atomer, kan på et simpelt plan betragtes som en fjeder. Blandt andet fordi, at der foregår en konstant vibration mellem disse to atomer, hvor bindingens længde vil variere. På grund af dette, kan man benytte Hooke’s Lov. Det fremgår af Hooke’s lov, at jo højere en binding det er, f.eks. trippel, des højere område ses den på, i ens spektrum, det vil sige, dens bølgetal er blevet større. Desuden ses det, at molekyler med en høj masse vibrerer i den lave ende af spektret, det vil sige, dens bølgetal er mindre. 
C-H stræk findes ved højere bølgetal, end C-H bøj. Dette skyldes, at kraftkonstanten er større for en stræk-vibration end bøj. Desuden er kraftkonstanten afhængig af bindingens hybridisering. Resonansformer påvirker også kraftkonstanten. Dette skyldes, at en resonansform kan påvirke længden samt styrken af den binding. Man kan også sige, at dobbeltbindingen noget af tiden vil ligne en enkeltbinding, og derfor være svagere.
Man kan bruge ovennævnte information til at beregne inden for hvilket område på ens spektrum, man kan forvente at finde et bånd, hvis man da ved hvordan ens molekyle ser ud.